# Väster-Fånsjön
Väster-Fånsjön är ett naturreservat i Strömsunds kommun i Jämtlands län.
Området är naturskyddat sedan 2015 och är 537 hektar stort. Reservatet ligger nordväst om Fånsjön och består av talldominerad barrblandskog med inslag av lövträd.